# Psychomyia negrosella
Psychomyia negrosella är en nattsländeart som beskrevs av Wolfram Mey 1998. Psychomyia negrosella ingår i släktet Psychomyia och familjen tunnelnattsländor. Inga underarter finns listade i Catalogue of Life.